# لورانس بي. ليندسي
لورانس بي. ليندسي (بالإنجليزية: Lawrence B. Lindsey)‏ هو اقتصادي أمريكي، ولد في 18 يوليو 1954 في بيكسكيل في الولايات المتحدة.

## وصلات خارجية
- لورانس بي. ليندسي على موقع إن إن دي بي (الإنجليزية)